# Xevioso jocquei
Xevioso jocquei is een spinnensoort uit de familie Phyxelididae. De soort komt voor in Malawi.